# Cecilia Underwood
Cecilia Underwood, duchessa di Inverness (nata Lady Cecilia Letitia Gore; 1785 circa – Kensington Palace, 1º agosto 1873), fu la seconda moglie del principe Augusto Federico, duca di Sussex, sesto figlio maschio di Giorgio III del Regno Unito.
Poiché il loro matrimonio violava il Royal Marriages Act 1772, fu considerato legalmente nullo, così che ella non poté fregiarsi né del titolo di duchessa di Sussex né di principessa. Fu creata duchessa di Inverness, nel suo proprio diritto, dalla regina Vittoria, il 10 aprile 1840

## Biografia

### Infanzia
La data di nascita esatta di Cecilia non è nota, sebbene collocata intorno al 1785. Suo padre era Arthur Gore, II conte di Arran, sua madre Elizabeth Underwood. Fu designata Lady Cecilia Gore alla nascita, in quanto titolo di cortesia per la figlia di un conte britannico.

### Primo matrimonio
Il primo matrimonio di lady Cecilia fu con Sir George Buggin, nel maggio del 1815. Dal matrimonio non nacquero figli e Sir George morì il 12 aprile 1825.

### Secondo matrimonio
Sposò poi il principe Augusto Federico, duca di Sussex, sesto figlio maschio di Giorgio III, a Great Cumberland Place, Londra, il 2 maggio 1831. Il duca di Sussex aveva già sposato lady Augusta Murray nel 1793, ma quel matrimonio fu annullato nel 1794 poiché violava il Royal Marriages Act 1772, il quale richiedeva che tutti i membri della famiglia reale britannica richiedessero il permesso del sovrano prima del matrimonio. Tuttavia anche il secondo matrimonio del duca di Sussex violava l'atto, rendendolo legalmente nullo.

### Duchessa di Inverness
Poiché il matrimonio non era considerato legittimo, lady Cecilia non poteva fregiarsi del titolo sua altezza reale la duchessa di Sussex. Invece ella assunse il nome "Underwood", il nome da ragazza di sua madre, per licenza reale e fu nota come Lady Cecilia Underwood. La coppia risiedeva negli appartamenti del duca a Kensington Palace.
Tuttavia, non venne accettata come membro a pieno titolo della famiglia reale britannica. Il protocollo reale limitava la partecipazione di Lady Cecilia a tutte quelle funzioni a cui partecipavano gli altri membri della famiglia reale, poiché inadatta a sedere accanto a suo marito a causa del suo rango inferiore. Per compensare a ciò, nel 1840 la regina Vittoria la creò duchessa di Inverness, nel suo proprio diritto, titolo trasmissibile agli eredi maschi del suo corpo legalmente generato. Ciò riconosceva il titolo sussidiario di suo marito di Conte di Inverness.

### Ultimi anni e morte
Il Duca di Sussex morì nell'aprile 1843 a Kensington Palace e fu sepolto nel Kensal Green Cemetery. La duchessa di Inverness, per volontà della Regina, continuò a vivere a Kensington Palace fino alla sua morte nell'agosto 1873. Fu sepolta accanto al suo secondo marito.

## Titoli e trattamento
- c. 1785 – maggio 1815: Lady Cecilia Gore
- maggio 1815 – c. 1831: Lady Cecilia Buggin
- c. 1831 – 10 aprile 1840: Lady Cecilia Underwood
- 10 aprile 1840 – 1 agosto 1873: Sua Grazia, la Duchessa di Inverness